# استان ۶ اکتبر
استان ۶ اکتبر یکی از استان‌های کشور مصر بود.
این استان در شمال مصر و شرق دره نیل واقع شده بود تشکیل این استان در ۱۸ آوریل سال ۲۰۰۸ اعلان شد ولی در ۱۴ آوریل ۲۰۱۱ ضمیمه استان جیزه شد.